# ICE (azienda)
La ICE (acronimo di Industria Costruzioni Elettromeccaniche) è stata un'azienda italiana di strumentazioni elettroniche (tester, amperometri, voltmetri) ed elettronica di consumo che ha esteso l'utilizzo degli strumenti di misurazione elettrica anche ai piccoli riparatori, favorendo lo sviluppo sia della rete di assistenza parallela che degli amatori nell'Italia del boom economico. Il suo logo era costituito da uno scudo sagomato, attraversato da due linee trasversali oblique salenti da sinistra a destra, che racchiudevano la scritta ICE. Rispettivamente sopra e sotto le due barre, le scritte Milano e Italy. il marchio è stato ceduto poi a terzi, e risulta oggi inutilizzato su nuove produzioni.

## Storia

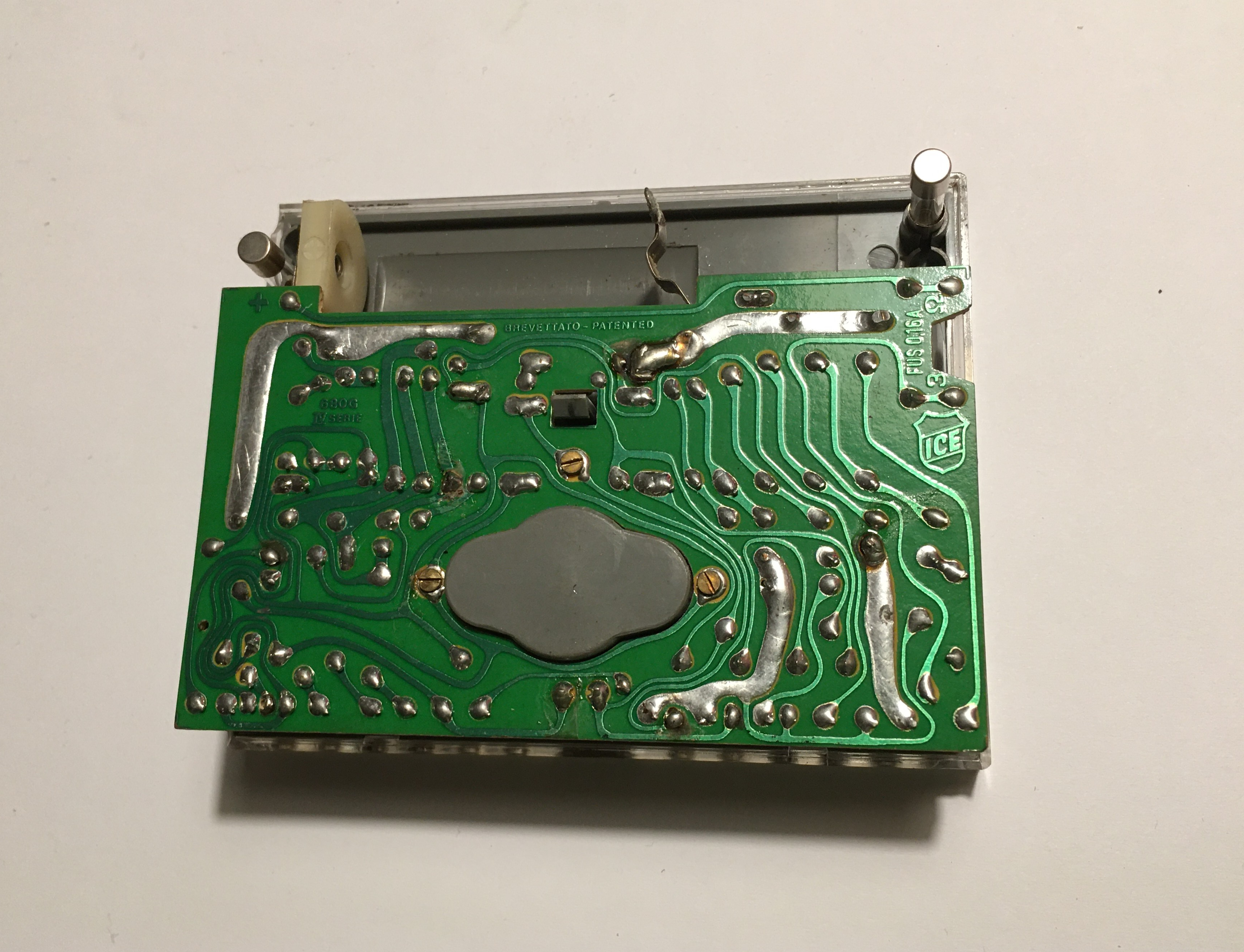
ICE Mod. 680G IV ED circuito

Venne fondata nel 1950 a Milano, con sede in via Rutilia 18/19. Iniziò nella produzione dei primi analizzatori universali (tester) usando come esempio quelli dell'americana Weston lasciati dalle truppe alleate in Italia dopo la fine della seconda guerra mondiale. L'obiettivo dell'azienda era quella di fornire strumenti di misura elettrica di precisione per uso professionale; i suoi strumenti vennero però utilizzati sia dalla imprese che dai professionisti del settore riparazioni radio-tv. Questo era dovuto alla semplicità d'uso, che ne favorì l'utilizzo anche da parte dei semplici amatori, fattore che la ICE sfruttò pubblicizzando ampiamente i propri prodotti sulle riviste di elettrotecnica del periodo.Il reparto ricerca e sviluppo riuscì ad ottenere svariati brevetti internazionali nonché a distribuire i propri apparati in Europa e nel mondo. Celebri e diffusi erano i suoi diversi modelli di tester (il primo modello fu il 680 in bachelite, le serie Microtest 80e i Supertester con il Supertester 680 C, Supertester 680 E, Supertester 680 G, e il celebre Supertester 680 R), prova transistors e diodi (Transtest 662), i volt-ohmmetri elettronici (ICE 660), i trasformatori per misure di correnti alternate (616) e gli amperometri a tenaglia (Amperclamp, accessorio da usare con un tester, e Ampertest, completa di galvanometro) nonché esposimetri. 
La caratteristica della ICE era - oltre a quella della vendita di strumenti multiuso - di fornire, assieme agli strumenti stessi, un manuale di istruzioni che includeva un breve corso sulla teoria dei valori elettrici che lo strumento avrebbe dovuto misurare e un manuale per riparare lo strumento stesso, in caso di defaillance. Oltre a questo, l'azienda garantiva, prima sul mercato, i propri strumenti contro difetti di costruzione, per cinque anni; caratteristiche, queste,  che le diedero una posizione di monopolio nel decennio.

### Gli anni settanta ed ottanta: laNuova ICE

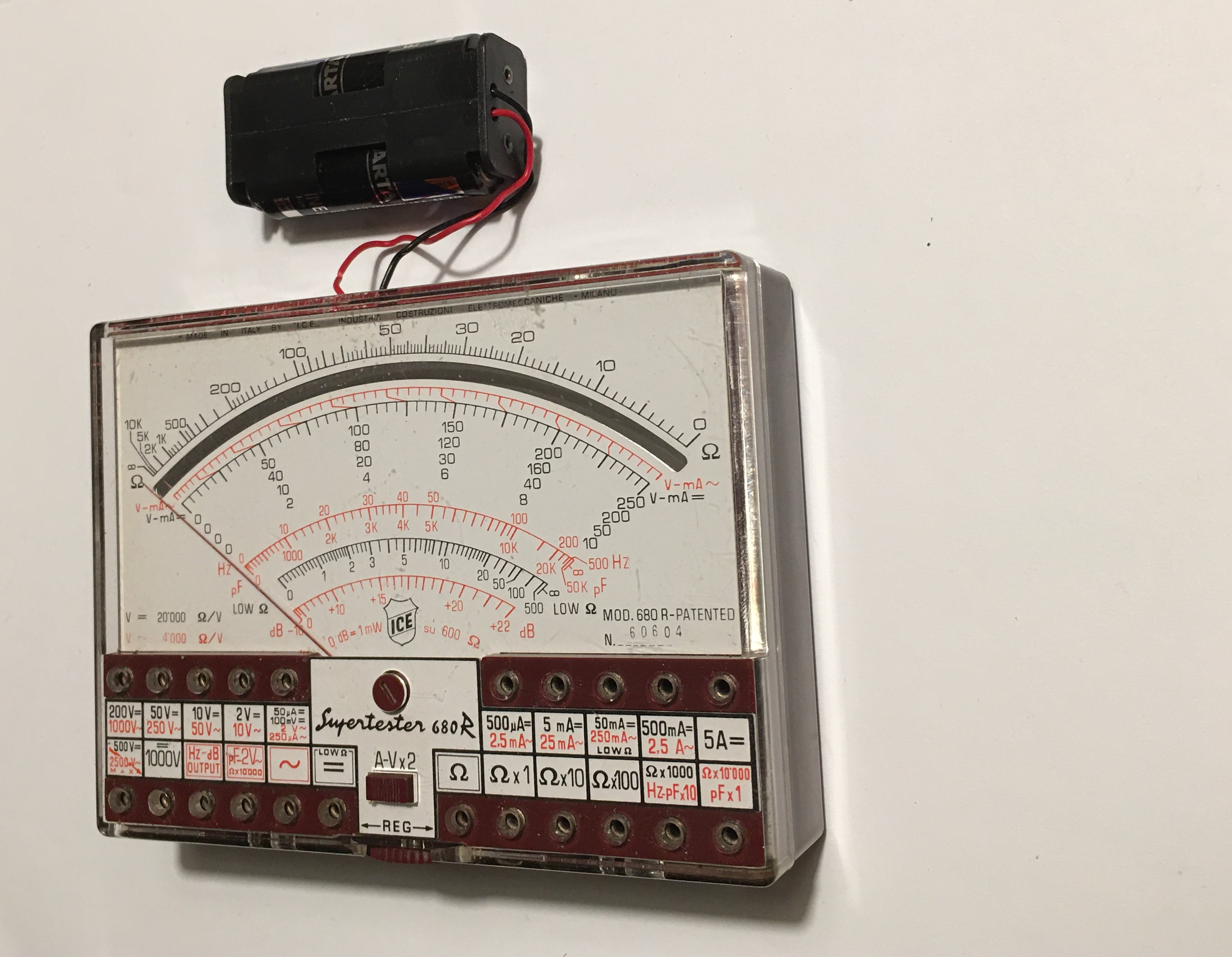
Vista frontale di un ICE Mod.680R IIED prototipo per l'installazione di nuovi formati di batteria

Se all'inizio degli anni settanta l'azienda rivestiva una posizione di relativa importanza nel settore, con un costante battage pubblicitario, fra gli anni settanta e gli anni ottanta una serie di cambiamenti incrinarono l'andamento del settore in generale. 
Da una parte, iniziarono ad essere importati e venduti - dall'Oriente - strumenti economici, soprattutto rivolti all'uso non professionale. Dall'altra, l'incrementarsi di una maggiore attitudine al consumismo, ed un conseguente mercato di prodotti audio e video meno costosi - ma assemblati su circuiti miniaturizzati -  rendeva più difficile la riparazione fai da te, oltre che meno conveniente. Contestualmente l'interesse nella radiotecnica amatoriale andò calando (contestualmente alla chiusura dei periodici di settore, dopo un tentativo di alcuni di essi di adattarsi alla nuova elettronica ed all'informatica), marginalizzando irreversibilmente la posizione della ICE nel settore, di per sé oramai residuale, delle riparazioni consumer. L'azienda successe però nel trasformare la propria specializzazione nel suo punto di resistenza, almeno per gli anni a venire: riuscì difatti a sopravvivere dedicandosi a soddisfare la domanda dei soli professionisti. I prodotti essenziali analogici (Supertester 680 R giunto alla sua IV serie, 680 G, Microtest 80, Transtest 662) continuavano infatti ad essere richiesti ed utilizzati, offrendo caratteristiche di affidabilità e precisione che gli economici non garantivano. Questo, oltre alle vendite, manteneva vivo anche il settore delle riparazioni dei misuratori, che la ICE offriva ai propri clienti. Gli aggiornamenti apportati, vista la bontà dei progetti, si concentrarono sui pochi componenti e modifiche di circuiteria, e - soprattutto - sulle batterie, vista l'irreperibilità delle vecchie pile 2R10 da 3 V e di quelle al mercurio da 1,4, la cui produzione era cessata. Parallelamente, veniva fornita assistenza e ricambi - anche mediante spedizione a distanza - ai privati o professionisti che, in tutto il mondo, ancora possedevano strumentazione ICE. 
Dopo la metà degli anni ottanta la ICE acquisì la Cassinelli di Milano anch'essa produttrice di tester e strumentazione varia di misura, e così la ICE divenne la proprietaria dello storico suo concorrente.
Alla fine anni degli ottanta con il fallimento del grande distributore di materiale elettronico GBC la ICE perse il suo più importante cliente con la conseguenza che i magazzini incominciarono a riempirsi di prodotti invenduti portando l'azienda in una grave crisi. La ICE dovette riunificare tutte le su aziende produttive esterne di Bettola (Piacenza), due stabilimenti di Milano (uno per lo stampaggio delle plastiche e uno per le lavorazioni meccaniche di precisione), lo stabilimento di Molina di Ledro (Trento), quello di Pometo di Ruino (Pavia), quello di S.Albano di Val di Nizza (Pavia) insieme alla stessa ICE di via Rutilia 19/18 Milano in una unica azienda denominata "NUOVA ICE".

#### LoICE 680 R/K KODAK
In quegli anni, complice la collaborazione con aziende esterne, vennero prodotti tester dedicati a specifici usi, a volte anche brandizzati, e con limitazione di funzioni. È il caso del Supertester 680 R/K, dal marchio Kodak, inciso sul quadrante, e creato per la misurazione della tensione delle batterie in uso a macchine fotografiche e flash. La scala era sostituita con una versione semplificata che riportava - oltre alle diverse tipologie delle batterie misurabili, con tanto di disegno e codici - l'indicazione delle stesse,  in base al genere di tecnologia  (ossido di argento, mercurio, alcaline al litio). Veniva misurata la bontà (ok, con sfondo verde) o la necessità di sostituire (replace, sostituire, su sfondo rosso) l'accumulatore. La mostrina, che sul 680 R normale era sovrapposta ai fori dei diversi valori selezionabili di amperaggio e voltaggio, con indicazione dei valori, era sostituita da una sua versione semplificata, riferita sempre ai fori in cui inserire i cavi dei puntali, ma in base alla batteria da provare. Fori che, dai 22 della versione standard, divenivano 14, gli altri essendo coperti. Sparivano i regolatori centrali, ma venivano aggiunte altre funzioni.

#### ICE per CENTRAD France
ICE produsse i suoi strumenti rimarcandoli per l'azienda francese Centrad di Annecy. I manuali di istruzione non contengono la parte per la riparazione del tester e fanno riferimento alla Centrad (alcuni indicano anche Made in France).
I modelli sono indicati come Centrad 819 / 310 equivalenti rispettivamente ai modelli ICE 680R 680G.

### Gli anni novanta e duemila: laICE Strumentazionee la chiusura

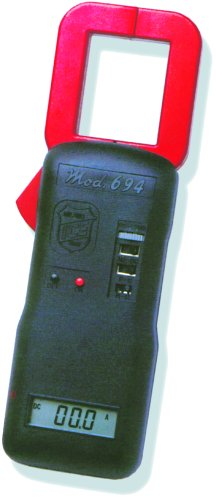
Pinza amperometrica digitale modello 694

Delle unità produttive esterne della NUOVA ICE (una per lo stampaggio delle plastiche in Milano, e una per le lavorazioni meccaniche di precisione sempre in Milano), di Pometo di Ruino (Pavia), di S.Albano di Val di Nizza (Pavia), di Molina di Ledro (Trento), e di Bettola (Piacenza), insieme alla ICE di via Rutilia 18/19 che vennero riunificate nella NUOVA ICE alla fine degli anni ottanta, nei primissimi anni novanta ne vennero chiuse l'unità produttive di Bettola (Piacenza), di Pometo di Ruino (Pavia), delle due in Milano (una per lo stampaggio delle plastiche e una per le lavorazioni meccaniche di precisione), e di quella di Molina di Ledro (Trento) a esclusione dell'unità produttiva di S.Albano di Val di Nizza (Pavia) e di Milano in via Rutilia 18/19. Alla fine la proprietà mise la NUOVA ICE in liquidazione e ceduta a un nuovo lungimirante imprenditore nel novembre 1996 cambiando ancora il nome in "ICE Strumentazione s.r.l." nell'unica sede dello stabilimento di S.Albano Val di Nizza (Pavia)- Il logo fu riadattato: nella stessa grafica, la scritta ICE fu restilizzata, sparì il nome Milano e, sopra la parola Italy, apparve la parola strumentazione. Fu definitivamente abbandonata l'ultima storica sede e stabilimento di Milano in via Rutilia 18/19,   impiegato - fino al 1996 per la progettazione, magazzino ricambi e amministrazione della NUOVA ICE; fu cancellata dal registro delle imprese di Milano nel 2007.
Nel 2010 chiuse anche lo stabilimento di S. Albano Val di Nizza (Pavia), e avvenne l'ultimo trasferimento, in Via Francesco Crispi, 61 a Santa Maria della Versa, dove si accentrò la produzione superstite. 
In quest'ultima fase l'azienda continuò a proporre - aggiornandoli in modo da renderli conformi alle progressive conformità CE -  alcuni multimetri derivati dagli storici Supertester serie 680, giunti alla loro ennesima serie, ancora acquistati, oltre che dai professionisti, anche da università ed istituti di ricerca. Negli anni duemila, tentò un abbozzo di vendita online, fornendo nuovamente assistenza e riparazioni dirette con i ricambi ancora a magazzino; furono aggiornate e prodotte - a livello oramai semi artigianale, e con componentistica importata fino al 2013 la ultima serie (la settima) del supertester 680R  oltre a questo, la ICE produsse alcuni nuovi tester analogici (PRO 2820R) e multimetri digitali (ICE, MD5300, MD 5400, MD5500, MD5600), oltre a misuratori analogici e digitali d'isolamento. L'attività cessò definitivamente per fallimento nel Giugno 2013. Il sito internet risulta abbandonato, ed i fabbricati appartenuti alla ICE sono stati riconvertiti ad altre attività.
Il marchio, i ricambi superstiti e i brevetti ICE sono stati ceduti nel 2014 alla SPEI (Società Prodotti Elettronici Industriali), che già in precedenza si occupava di strumenti di misura.
Data la poca obsolescenza dei tester, non è infrequente trovare esemplari e fondi di magazzino venduti molti anni dopo la loro produzione.